# Dirty Diana
"Dirty Diana" là một bài hát của ca sĩ người Mỹ Michael Jackson với tay guitar Steve Stevens. Nó được phát hành bởi Epic Records vào ngày 18 tháng 4 năm 1988 như là đĩa đơn thứ 5 trích từ album phòng thu thứ 8 của ông, Bad (1987). Bài hát đã được so sánh về phần giai điệu với "Beat It" từ Thriller. "Dirty Diana" được sáng tác và đồng sản xuất bởi Jackson, và sản xuất bởi Quincy Jones. Lời bài hát đề cập đến groupies, những cô gái thường lảng vảng sau cánh gà nhằm tìm kiếm những mối quan hệ tình cảm với ca sĩ.
"Dirty Diana" đã nhận được những ý kiến trái chiều từ các nhà phê bình âm nhạc đương đại. Về mặt thương mại, bài hát đã đạt được thành công trên toàn thế giới vào năm 1988, đạt vị trí số một trên bảng xếp hạng Billboard Hot 100 của Mỹ. Nó cũng lọt vào top 10 ở nhiều quốc gia, bao gồm Vương quốc Anh, Pháp, Ý, và New Zealand. "Dirty Diana" là đĩa đơn quán quân Hot 100 thứ 5 liên tiếp và cũng là cuối cùng từ Bad. Năm 2009, sau cái chết của Michael Jackson vào tháng 6, bài hát đã trở lại các bảng xếp hạng, nhờ vào doanh số tải nhạc trực tuyến. Một đoạn video ca nhạc dài 5 phút cho "Dirty Diana" đã được phát hành vào năm 1988, do Joe Pytka làm đạo diễn, trong đó Michael biểu diễn bài hát trước khán giả. Nó đã giành giải "Video số 1 Thế giới" tại World Music Awards vào năm 1989. Video đã xuất hiện trong nhiều ấn phẩm video của Jackson, như: Number Ones, Michael Jackson's Vision và phiên bản DVD của Bad 25 ở Target.
"Dirty Diana" đã được trình diễn trong lượt 2 của tour diễn Bad World Tour (1987-1989) của Jackson. Theo Jackson trong một cuộc phỏng vấn với Barbara Walters, "Dirty Diana" đã được lên kế hoạch biểu diễn trực tiếp tại sân vận động Wembley trong Bad World Tour; tuy nhiên, vì tựa đề ca khúc, Jackson cảm thấy rằng nó sẽ là một sự xúc phạm đến công nương Diana, công nương xứ Wales, người cũng tham dự buổi trình diễn, vì vậy ông đã loại bỏ nó. Sau khi Diana tiết lộ với ông rằng đây là một trong những bài hát yêu thích của mình, Jackson đã thêm lại bài hát vào danh sách biểu diễn vào giờ chót.. "Dirty Diana" cũng được dự định thể hiện trong loạt buổi hòa nhạc This Is It của nam ca sĩ, theo tiết lộ của biên đạo múa Kenny Ortega, nhưng nó đã không thể thành hiện thực sau cái chết đột ngột của Jackson ngày 25 tháng 6 năm 2009.

## Danh sách bài hát
| Đĩa 7", 12" maxi 1. "Dirty Diana" – 4:42 2. "Dirty Diana" (bản không lời) – 4:42 Đĩa CD 3" 1. "Dirty Diana" (bản đĩa đơn được chỉnh sửa) – 4:42 2. "Dirty Diana" (bản không lời) – 4:42 3. "Dirty Diana" (bản album) – 4:52 Đĩa CD-maxi 1. "Dirty Diana" – 4:42 2. "Dirty Diana" (bản không lời) – 4:42 3. "Bad" (Dance Extended Mix Includes False Fade) – 8:24 | Mặt CD 1. "Dirty Diana" – 4:40 2. "Dirty Diana" (bản không lời) – 4:40 Mặt DVD 1. "Dirty Diana (video) – 5:08 |

## Xếp hạng

### Xếp hạng tuần
| Bảng xếp hạng (1988)                            | Vị trí cao nhất |
| ----------------------------------------------- | --------------- |
| Úc (ARIA)                                       | 30              |
| Áo (Ö3 Austria Top 40)                          | 7               |
| Bỉ (Ultratop 50 Flanders)                       | 1               |
| Belgium (VRT Top 30 Flanders)                   | 1               |
| Canada Adult Contemporary (RPM)                 | 14              |
| Canada Top Singles (RPM)                        | 5               |
| Europe (Eurochart Hot 100)                      | 1               |
| Pháp (SNEP)                                     | 9               |
| Trường songid là BẮT BUỘC CHO BẢNG XẾP HẠNG ĐỨC | 3               |
| Ireland (IRMA)                                  | 3               |
| Italy (FIMI)                                    | 23              |
| Hà Lan (Dutch Top 40)                           | 2               |
| Hà Lan (Single Top 100)                         | 2               |
| New Zealand (Recorded Music NZ)                 | 5               |
| Poland (LP3)                                    | 1               |
| Thụy Sĩ (Schweizer Hitparade)                   | 3               |
| Anh Quốc (OCC)                                  | 4               |
| US Billboard Hot 100                            | 1               |
| US Billboard Hot Black Singles                  | 8               |
| US Cash Box                                     | 1               |

| Bảng xếp hạng (2006)          | Vị trí cao nhất |
| ----------------------------- | --------------- |
| Australia (Kent Music Report) | 60              |
| Pháp (SNEP)                   | 62              |
| Ireland (IRMA)                | 20              |
| Ý (FIMI)                      | 6               |
| Hà Lan (Single Top 100)       | 22              |
| Tây Ban Nha (PROMUSICAE)      | 1               |
| Anh Quốc (OCC)                | 17              |

| Bảng xếp hạng (2009)                      | Vị trí cao nhất |
| ----------------------------------------- | --------------- |
| Áo (Ö3 Austria Top 40)                    | 22              |
| Belgium (Back Catalogue Singles Flanders) | 6               |
| Canada (Hot Canadian Digital Singles)     | 60              |
| Đan Mạch (Tracklisten)                    | 5               |
| Pháp Download (SNEP)                      | 18              |
| Hà Lan (Single Top 100)                   | 23              |
| Na Uy (VG-lista)                          | 17              |
| Thụy Điển (Sverigetopplistan)             | 29              |
| Thụy Sĩ (Schweizer Hitparade)             | 13              |
| Anh Quốc (OCC)                            | 26              |
| US Billboard Hot Digital Songs            | 32              |

### Xếp hạng cuối năm
| Bảng xếp hạng (1988)              | Vị trí |
| --------------------------------- | ------ |
| Austria (Ö3 Austria Top 40)       | 9      |
| Belgium (Ultratop 50 Flanders)    | 9      |
| France (SNEP)                     | 52     |
| Netherlands (Dutch Top 40)        | 33     |
| Netherlands (Single Top 100)      | 31     |
| Switzerland (Schweizer Hitparade) | 6      |
| US Billboard Hot 100              | 61     |
| US Cash Box                       | 18     |